# بندقية موراتا
كانت بندقية موراتا (باليابانية: 村田 銃) موراتا جيه) أول بندقية يابانية مَحلية بدأ استخدامها في عام 1880 باسم بندقية ميجي من طراز ماراتا من نوع 13. يشير الرقم "13" إلى تاريخ الاعتماد وهي السنة 13 في فترة ميجي وفقا للتقويم الياباني.

## التطوير
إحتاج تطوير السلاح وقتاً مطولاً لأنه تضمن إنشاء بنية صناعية ملائمة لدعمه. قبل بدأ إنتاج الأسلحة المحلية، كان الجيش الإمبراطوري الياباني في بدايته يعتمد على الواردات المختلفة منذ زمن حرب البوشين، وخاصة على Chassepot الفرنسي، Snider-Enfield البريطاني وSpencer الأمريكي.
أكدت تجربة القتال في حرب البوشن إلى الحاجة لتصميم موحد، وقد أعجب الجيش الياباني بتصميم خرطوشة المعدن لبندقية جراء الفرنسية. تم اختراع التصميم من قبل الرائد «موراتا تسونييوشي»، وهو ضابط مشاة في الجيش الإمبراطوري الياباني. تم اعتماد البندقية في السنة الثالثة عشر من عهد الإمبراطور ميجي، وقد تم تصنيفها كطراز 13 ودخلت حيز الإنتاج كطلقة من بندقية موريتا 13 ملم في عام 1380.
أدت التحسينات السطحية مثل المكونات، الحربةُ، والتكوينات البسيطة مثل إعادة تصميم البندقية من «نوع 13» إلى بندقية من «النوع 18» في عام 1885. أدى المزيد من التعديلات في نفس السنة إلى بندقية من «النوع 22». كان النوع 22 أول بندقية عسكرية يابانية تستخدم مسحوقًا لا يصدر الدخان ودخلت الخدمة العسكرية في عام 1889.

## تاريخ الاستعمال

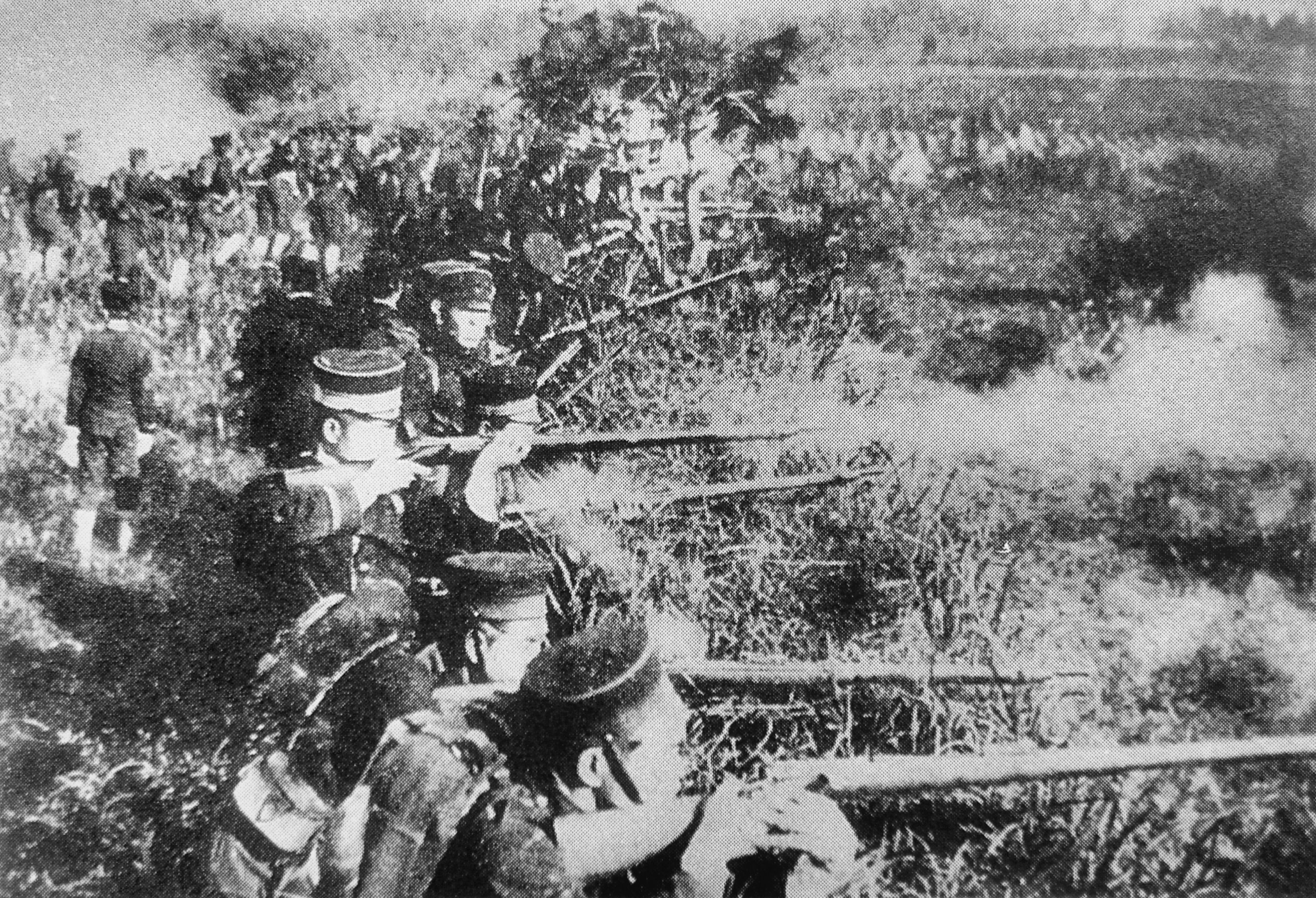
جنود يابانيون في الحرب الصينية اليابانية الأولى مسلحين ببندقية موراتا.

كانت بندقية موراتا سلاح المشاة القياسي للجيش الياباني الإمبراطوري خلال الحرب الصينية اليابانية الأولى (1894-1895) وفي ثورة الملاكمين. سارع الجيش الإمبراطوري الياباني إلى إدراك أن تصميم نسخة 22 من بندقية موراتا المُحسّنة كان يحتوي على العديد من المُشكلات التقنية والعيوب. بعد التجربة القتالية في الحرب الصينية اليابانية الأولى، تم اتخاذ قرار باستبدالها ببندقية «أراساكا النوع 30»، التي تم تصميمها في عام 1898، والتي استخدمت أيضًا المسحوق عديم الدخان الحديث. كان أداء البندقية جيد في الحالات والتضاريس المختلفة ومع ذلك، وبسبب عدم كفاية الإنتاج، فإن العديد من وحدات المشاة الاحتياطية التي أُرسلت إلى الخطوط الأمامية خلال المراحل الأخيرة من الحرب الروسية اليابانية من 1904-1905 تم تزويدها بنوع بندقية موراتا 22.
عندما تم تجهيز بندقية موراتا وبيعها إلى الفلبين واستخدمتها قوات «كاتيبونيرو» الثورية ضد الأستعمار الأسبانى من عام 1896 إلى عام 1897 عبر تهريب الأسلحة، وفي وقت لاحق قاتلت القوات الفلبينية التابعة لالجيش الثوري الفلبيني ضد القوات الاستعمارية الإسبانية خلال ثورة الفلبين عام 1896 إلى عام 1898 والحرب الإسبانية الأمريكية عام 1898 وبين المعارك ضد القوات الاستعمارية الأمريكية خلال الحرب الفلبينية الأمريكية من عام 1899 إلى عام 1901.